# Parviz Ghelichkhani
Parviz Ghelichkhani   (Teheran, 4 de desembre de 1945) fou un futbolista iranià de la década de 1960 i entrenador de futbol.
Fou internacional amb la selecció de futbol de l'Iran. Pel que fa als clubs destacà a Taj SC, Pas FC, Oghab FC, Daraei FC, Persepolis FC i San Jose Earthquakes de la North American Soccer League.

## Referències

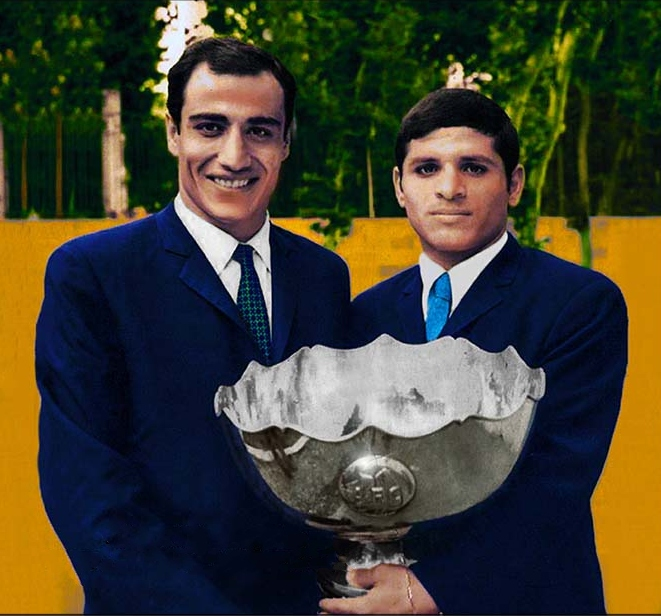
Jalal Talebi i Parviz Ghelichkhani el 1968.